# (35628) 1998 KQ13
1998 KQ13 (asteroide 35628) é um asteroide da cintura principal. Possui uma excentricidade de 0.11176560 e uma inclinação de 2.73012º.
Este asteroide foi descoberto no dia 22 de maio de 1998 por LINEAR em Socorro.